# Lei (Nuoro)
Lei (en sard, Lei) és un municipi italià, dins de la província de Nuoro. L'any 2007 tenia 601 habitants. Es troba a la regió de Marghine. Limita amb els municipis de Bolotana i Silanus.

## Administració
| Període | Identitat       | Partit        |
| ------- | --------------- | ------------- |
| 2005-   | Michelina Cadau | Llista cívica |